# Hélène Plemiannikov
Hélène Plemiannikov (née à Paris 7e le 4 janvier 1929 et morte à Paris 18e le 11 janvier 2022) est une monteuse de cinéma française.

## Biographie
Fille d'Igor Nikolaevich Plemiannikov et Marie Antoinette Plemiannikov, elle est la sœur de Roger Vadim et la belle-sœur de Marie-Christine Barrault. Elle travaille avec Luis Buñuel sur ses trois derniers films, Le Charme discret de la bourgeoisie, Le Fantôme de la liberté et Cet obscur objet du désir. Elle a réalisé le montage de films comme L'Hôtel de la plage, Les Risques du métier ou encore de Max mon amour. Elle a également été actrice dans un petit rôle du film Ensemble, nous allons vivre une très, très grande histoire d'amour... de Pascal Thomas en 2010.
Elle est co-présidente du Syndicat national des techniciens de la production cinématographique et de télévision de 1981 à 1984.

## Filmographie
- 1967 : Les Risques du métier
- 1972 : Le Charme discret de la bourgeoisie de Luis Buñuel
- 1972 : La Vieille Fille
- 1973 : Traitement de choc
- 1973 : Les Granges Brûlées
- 1974 : Le Fantôme de la liberté de Luis Buñuel
- 1977 : Cet obscur objet du désir de Luis Buñuel
- 1977 : Une fille cousue de fil blanc
- 1977 : Armaguedon
- 1978 : L'Hôtel de la plage
- 1982 : Le Cadeau
- 1982 : Paradis pour tous
- 1985 : À nous les garçons
- 1986 : Max mon amour
- 1987 : Le Journal d'un fou
- 1988 : En toute innocence
- 1990 : Connemara
- 1992 : Sup de fric
- 1996 : La Nouvelle Tribu de Roger Vadim (mini-série)
- 1997 : Un coup de baguette magique de Roger Vadim
- 1997 : Les Couleurs du diable
- 2000 : Les Insaisissables
- 2010 : Ensemble, nous allons vivre une très, très grande histoire d'amour... : la femme au café